# Max Fank
Max Fank (* 15. Dezember 1899 in Stralsund; † 15. März 1978 in Hamburg) war ein deutscher Politiker (SPD, SED).

## Leben
Max Fank, der seit seinem zehnten Lebensjahr in der Fischerei tätig war, verließ im Alter von 14 Jahren die Volksschule. 1921 wurde er Mitglied der Sozialdemokratischen Partei Deutschlands (SPD) und einer Gewerkschaft. Nach 1922 arbeitete er in verschiedenen Berufen und war publizistisch und als Redner für die Arbeiterbewegung tätig. Nach der Machtergreifung der Nationalsozialisten wurde er 1933 auf Grund des Gesetzes zur Wiederherstellung des Berufsbeamtentums als Arbeiter der Stralsunder Staatswerft („Kronhof“) entlassen und mit einem Berufsverbot belegt. Er musste seinen Lebensunterhalt mit Gelegenheitsarbeiten bestreiten. Er leitete in der Illegalität die Stralsunder SPD und wurde zeitweise inhaftiert. Nach seinem Kriegsdienst wurde er als Arbeiter auf der Stralsunder Kröger-Werft dienstverpflichtet.
Er gehörte zu einer Gruppe, die sich gegen eine Verteidigung der Stadt Stralsund gegen die Rote Armee einsetzte.
Im Juni 1945 war er Mitorganisator der neu gegründeten SPD Pommerns und Mitglied des Parteiausschusses. Er wurde Parteivorsitzender in Stralsund und des Bezirkes Pommern. Fank stand der Vereinigung der SPD mit der KPD zur Sozialistischen Einheitspartei Deutschlands (SED) skeptisch gegenüber, wurde aber Erster Vorsitzender der SED-Kreisleitung Stralsund. Wegen seiner öffentlichen Kritik an der Verfolgung von mecklenburgischen und vorpommerschen Sozialdemokraten wurde er 1947 abgesetzt und aus dem Kreisvorstand gedrängt. Er arbeitete seitdem als Oberfischmeister in Stralsund. Fank war Aufsichtsratsvorsitzender der Konsumgenossenschaft und der Raiffeisen-Fischverwertungsgenossenschaft in Stralsund sowie Vorsitzender der Stadtverordnetenversammlung.
Von Oktober 1946 bis zu seiner Verhaftung im März 1949 war er Mitglied des Landtags von Mecklenburg. Max Fank hatte Ende 1947 erstmals das Ostbüro der SPD kontaktiert, dem er Berichte über die Zustände in Stralsund zukommen ließ. Er erhielt Informationsschriften der westdeutschen SPD, die er verteilte. Nachdem er denunziert worden war, wurde er am 19. März 1949 verhaftet und wegen seiner oppositionellen Haltung und seiner Kontakte zum SPD-Ostbüro zu 25 Jahren Arbeitslager verurteilt.
Aufgrund einer Amnestie wurde Fank im Januar 1954 aus der Haft entlassen und ging in die Bundesrepublik Deutschland, ab 1963 lebte er in Hamburg. Die Staatssicherheit beobachtete ihn trotz seines Wohnortes in Hamburg weiter und interessierte sich besonders für seinen Briefwechsel mit ehemaligen Stralsunder SPD-Mitgliedern.